# 웰리힐리파크

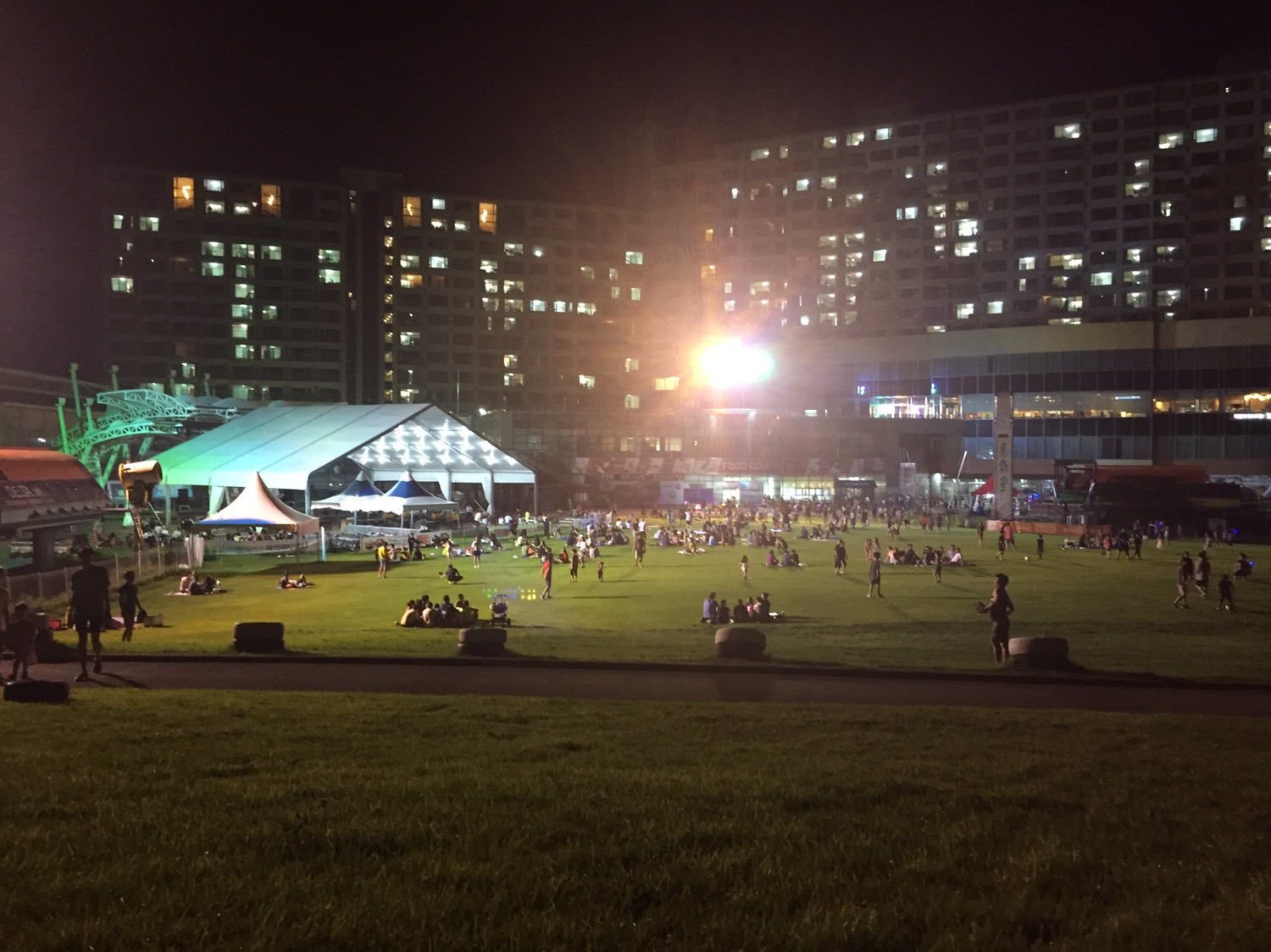
웰리힐리파크의 야경

웰리힐리파크(Welli Hilli Park)는 대한민국 강원특별자치도 횡성군 둔내면에 위치한 스키장이다. 과거 현대성우리조트 또는 성우리조트로 불리었다. 현대그룹의 계열사인 성우그룹에 의해 1995년 12월 개장하였다. 2011년 신안그룹에 인수되었으며 2012년 현재의 명칭으로 바뀌었다.
슬로프의 정상은 해발 896 미터의 술이봉(또는 수리봉)이다. 슬로프는 산의 북사면에 위치한다. 인근에 보다 높은 청태산, 대미산 등이 있다.
한국의 2010년 동계올림픽 유치 계획에 따르면 이곳은 썰매 종목(봅슬레이, 루지 및 스켈레톤) 및 스노우보드 종목의 개최 장소였다. 그러나 2010년 동계올림픽의 유치는 성공하지 못하였다가. 2024년 강원동계청소년올림픽 스노보드 종목 경기장으로 유치에 성공하였다.
경강선 둔내역을 통해 접근할 수 있다. 인근의 둔내터널을 지나서는 휘닉스 평창이 자리하고 있다.

## 같이 보기
- 한국의 스키장 일람
- 워터파크